# Christopher Gorham
Christopher David Gorham (ur. 14 sierpnia 1974 we Fresno) – amerykański aktor telewizyjny i filmowy.

## Życiorys

### Wczesne lata
Urodził się we Fresno w Kalifornii jako syn Cathryn Janis (z domu Hof) i Davida Lee Gorhama. Jego rodzina miała korzenie niemieckie (w tym alzackie), angielskie, francuskie i irlandzkie. Dorastał w San Fernando Valley, w Kalifornii. Będąc uczniem szkoły średniej odebrał nagrodę Młodego Talentu Roku przy International Modeling Talent Association w Nowym Jorku. Uczęszczał do Roosevelt School of the Arts i ukończył studia na Uniwersytecie Kalifornijskim w Los Angeles na wydziale sztuk filmowych i teatralnych.

### Kariera
W 1997 pojawił się po raz pierwszy na srebrnym ekranie aż w czterech serialach: Ich pięcioro (Party of Five) jako Elliot, Shopping for Fangs, Życie mniej zwyczajne (A Life Less Ordinary) i Spy Game. Za postać Johna Groberga w kinowym biograficznym dramacie przygodowym Druga strona nieba (The Other Side of Heaven, 2001) zdobył nagrodę Camie. Telewizyjna rola tajnego agenta Jake’a Foleya, który za sprawą mikroskopijnych struktur komputerowych staje się szybki, dysponuje ogromną siłą i doskonałym słuchem i wzrokiem w serialu sci-fi Agent przyszłości (Jake 2.0, 2003–2004) i telefilmie (2003) przyniosła mu sławę i nominację do nagrody Cinescape Genre Face of the Future. Użyczył swojego głosu doktorowi Milesowi McCabe, bohaterowi serialu NBC Misja: Epidemia (Medical Investigation (2004–2005). W serialu ABC Brzydula Betty (Ugly Betty, 2006–2007) wystąpił jako księgowy Henry Grubstick z Tucson w Arizonie, pracownik wydawnictwa Meade Publications.

## Życie prywatne
22 stycznia 2000 ożenił się z Anel Lopez. Mają troje dzieci: córkę Alondrę Cecilię oraz dwóch synów - Ethana i Lucasa.
W 2008 wziął udział w kampanii społecznej sprzeciwiającej się wprowadzeniu w amerykańskim stanie Kalifornia poprawki legislacyjnej zamykającej drogę parom jednopłciowym do zawierania małżeństw (tzw. Propozycja 8).

## Filmografia

### Filmy
- 1997: Shopping for Fangs jako Extra
- 1997: Życie mniej zwyczajne (A Life Less Ordinary) jako Walt
- 2000: Dean Quixote jako John Groberg
- 2001: Druga strona nieba (The Other Side of Heaven) jako John Groberg
- 2003: Puls miasta (Boomtown) jako Gordon Sinclair
- 2003: Bez śladu (Without a Trace) jako Josh Abrams
- 2006: Cougars

### Filmy TV
- 2003: Agent przyszłości (Jake 2.0: The Tech) jako Jake Foley
- 2006: Relative Chaos jako Dil Gilbert

### Seriale TV
- 1997: Spy Game jako Lucas/Daniel
- 1997–1998: Ich pięcioro (Party of Five) jako Elliot
- 1998: Mściciel (Vengeance Unlimited) jako Jason Harrington
- 1998: Buffy: Postrach wampirów (Buffy the Vampire Slayer) jako James Stanley
- 1999: Byle do dzwonka: Nowa klasa (Saved By The Bell: The New Class) jako Mark Carlson
- 1999: Star Trek: Hidden Evil jako Ens. Sovak (głos)
- 1999–2001: Asy z klasy (Popular) jako Harrison John
- 2001–2002: Felicity jako Trevor O’Donnell
- 2002–2003: Odyseja (Odyssey 5) jako Neil Taggart
- 2003: CSI: Kryminalne zagadki Las Vegas (CSI: Crime Scene Investigation) jako Corey
- 2003–2004: Agent przyszłości (Jake 2.0) jako Jake Foley
- 2004–2005: Misja: Epidemia (Medical Investigation) jako dr Miles McCabe (głos)
- 2005–2006: Po dyżurze (Out of Practice) jako Benjamin Barnes
- 2006–2007: Brzydula Betty (Ugly Betty) jako Henry Grubstick
- 2009: Wyspa Harpera (Harper's Island) jako Henry Dunn
- 2010: Kamuflaż (Covert Affairs) jako Auggie Anderson
- 2014: Dawno, dawno temu (Once Upon a Time) jako Walsh/Czarnoksiężnik z Oz
- 2018–2019: Insatiable jako Robert „Bob” Barnard
- 2019: Współczesna rodzina (Modern Family) jako Brad